# Gare de Metzeral
La gare de Metzeral est une gare ferroviaire française située sur la commune de Metzeral, dans le département du Haut-Rhin en Grand Est.

## Situation ferroviaire
La gare de Metzeral est située au point kilométrique (PK) 24,156 de la ligne de Colmar-Central à Metzeral à 456 m d'altitude.

## Historique
La ligne de Colmar-Central à Metzeral, ainsi que la gare, sont mises en service en 1893.
L'ancien bâtiment voyageurs est désormais un centre de vacances de la SNCF.

## Fréquentation
De 2015 à 2024, selon les estimations de la SNCF, la fréquentation annuelle de la gare s'élève aux nombres indiqués dans le tableau ci-dessous.
| Année     | 2015   | 2016   | 2017   | 2018   | 2019   | 2020   | 2021   | 2022   | 2023   | 2024   |
| --------- | ------ | ------ | ------ | ------ | ------ | ------ | ------ | ------ | ------ | ------ |
| Voyageurs | 66 614 | 65 268 | 65 992 | 62 744 | 54 194 | 45 391 | 50 116 | 50 970 | 59 233 | 68 257 |

## La gare
La gare bénéficie depuis 2003 de nouveaux aménagements.